# Eiflia illustrata

Titelseite eines Bandes der Eiflia illustrata von Schannat-Bärsch

Die  Eiflia illustrata ist eine historisch-geographische Beschreibung der Eifel, die von Georg Bärsch (1778–1866) in drei Bänden zwischen 1824 und 1855 herausgegeben wurde. Dem Werk liegt ein Manuskript mit gleichnamigem Titel des Historiographen Johann Friedrich Schannat (1683–1739) zugrunde, das dieser im Auftrag des Fürsterzbischofs von Prag 1738/39 anfertigte.
Der vollständige Titel des ersten Bandes, dessen handschriftliche Vorlage im Landeshauptarchiv Koblenz aufbewahrt wird, lautet:
- Eiflia illustrata oder geographische und historische Beschreibung der Eifel von Johann Friedrich Schannat. Aus dem Lateinischen Manuskripte übersetzt; mit Anmerkungen und Zusätzen bereichert, nebst vielen Abbildungen von Alterthümern, Sigillen und Wappen, hrsg. von Georg Bärsch. Köln am Rhein gedruckt und zu haben bei Johann Peter Bachem. 1824.

Die Eiflia illustrata ist die erste umfassende Darstellung der Geschichte der Eifel, ihrer Herrscherhäuser, Klöster, Städte und Dörfer und ein frühes Zeugnis der systematischen Geschichtsschreibung. Sie wurde 1966 von Otto Zeller in Osnabrück neu gedruckt.

## Das Schannat’sche Manuskript von 1739

### Entstehung
Der Luxemburger Advokat Johann Friedrich Schannat, der sich am Hochstift zu Fulda und in erzbischöflichen Diensten in Mainz einen guten Ruf als Geschichtsschreiber erworben hatte, wurde 1734 an den Hof des Erzbischofs von Prag gerufen. Dort beauftragte ihn der Erzbischof Johann Moritz Gustav von Manderscheid-Blankenheim, selbst auf Gütern des Fürstenhauses in Blankenheim in der Eifel geboren, eine Geschichte der Eifel zu verfassen, deren Mittelpunkt die Geschichte der Grafen von Manderscheid bilden sollte.
Daraufhin entstand 1738/39 das Manuskript der Eiflia illustrata. Hierbei konnte Schannat auch auf Urkundenabschriften zurückgreifen, die er während einer vierjährigen Studienreise nach Italien (1734–1738) in der Bibliotheca Vaticana zu Rom und der Biblioteca Ambrosiana in Mailand selbst angefertigt hatte. Bevor das Werk in Druck gehen konnte, starb Schannat eines plötzlichen Todes während seiner Arbeit in Heidelberg.

### Überlieferung
Der Prager Erzbischof übergab das mit einigen Zeichnungen versehene Manuskript nach Schannats Tod dem Kölner Jesuiten und Regens des Gymnasiums Tricoronatum, Hermann Joseph Hartzheim, zur Bearbeitung und Herausgabe. Dieser bearbeitete Schannats Manuskript und ergänzte es vor allem durch Urkunden, die Schannat nicht gekannt hatte, und viele Zeichnungen. Da Hartzheim aber 1763 noch vor Drucklegung starb und auch sein Auftraggeber schon 1759 verstorben war, blieb das Schannat'sche Manuskript ungedruckt und kam ins Archiv der Grafen von Manderfeld-Blankenheim nach Blankenheim in die Eifel.
Nach dem Einfall der Franzosen ins Rheinland 1794 wurde das Blankenheimer Archiv, dessen Wert für die Geschichte des Landes unschätzbar war, zu einem großen Teil geraubt und verschleudert und zerstört. Auch die Eiflia illustrata galt als verloren, was von rheinischen Historikern sehr bedauert wurde, weil sie sich von ihr »manche Aufklärung über die frühere Geschichte des Landes« erhofft hatten.
Der preußische Regierungsrat und Prümer Landrat Georg Bärsch (1778–1866) fand nach intensiver Nachforschung durch Zufall eine Kopie von Schannats Eiflia illustrata mit Zeichnungen in der großherzoglichen Bibliothek in Darmstadt. Wie Bärsch in der Vorrede zur Eiflia illustrata berichtet, gab es Hinweise auf das Werk Schannats in verschiedenen historischen Abhandlungen der Zeit, so in der Epigrammographie des Kölner Sammlers Baron von Hüpsch. Mit seinem Nachlass schien Schannats Schrift in die umfangreiche Sammlung des Kölner Stiftsvikars und Notars Alfter gelangt zu sein, die später in Teilen an die Darmstädter Bibliothek ging, wo Bärsch es entdeckte. Dort fanden sich später noch zwei weitere Abschriften.

### Gliederung
Das Schannat'sche Manuskript ist in fünf Hauptteile gegliedert:
- Erster Teil.

Die Eifel unter den Römischen Kaisern der fünf ersten christlichen Jahrhunderte.
- Zweiter Teil.

Die Geschichte der Eifel unter den ersten Königen der Franken.
- Dritter Teil.

Von den Dynasten in der Eifel.
Hier werden in 24 Abteilungen die Fürstenhäuser der Eifel von Aare bis Wildenburg beschrieben, wobei die Geschichte der Grafen von Manderscheid-Blankenheim einen besonderen Umfang einnimmt.
- Vierter Teil.

Von den ritterlichen Geschlechtern in der Eifel
Schannat beschreibt hier die Adelssitze in der Eifel alphabetisch nach Orten sortiert.
- Fünfter Teil.

Von den Städten des Eifelgaues.
Dieser Teil ist unvollständig. Schannat führt hier nur sieben Städte des Eifelgaus auf.

## Die Bearbeitung von Georg Bärsch

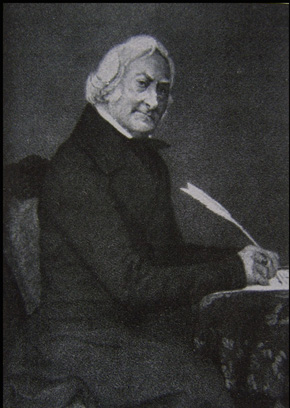
Georg Bärsch
Foto aus dem Jahre 1866

Bärsch ließ die von ihm aufgefundene Kopie durch seinen Jugendfreund, den Regierungssekretär Grack in Trier, aus dem Lateinischen ins Deutsche übersetzen. Über das Latein Schannats bemerkt er, dass seine barbarischen Constructionen und selbstgeschaffenen Worte die Übersetzungsarbeit sehr erschwerten. Schannat habe nicht das Latein deutscher Gelehrter des 18. Jahrhunderts geschrieben.
Bärsch tastet bei seiner Bearbeitung die ursprüngliche Gliederung Schannats nicht an, sondern fügt jedem Teil und jeder Abteilung des Manuskriptes ausführliche Anmerkungen hinzu, in denen er seine eigenen, teils korrigierenden, zumeist ergänzenden Forschungsergebnisse darlegt.
Er bezieht dabei historische Urkundensammlungen und Schriften mit ein, die erst nach Schannat erschienen sind, und kann auf deren Basis manche Angaben Schannats korrigieren. Bärsch selbst nennt in diesem Zusammenhang die Quellen Historia Trevirensis von Johann Nikolaus von Hontheim und den 1822 in Koblenz verlegten Codex diplomaticus Rheno-Mosellanus des Koblenzer Archivars Wilhelm Arnold Günther.
Bärsch Anmerkungen zu Schannats Eiflia illustrata stellen ihrem Umfang nach den weitaus größeren Teil des Gesamtwerkes dar. Besonders im fünften Teil des Manuskriptes Von den Städten der Eifel, der wahrscheinlich durch Schannats frühen Tod unvollendet geblieben ist, sind nur sieben Ortschaften des Eifelgaues auf drei Druckseiten beschrieben, während Bärsch in über 1000 Seiten Anmerkungen eine nahezu komplette historische Beschreibung aller Eifelorte gegliedert nach Regierungsbezirken liefert. Für die Drucklegung teilt Bärsch das Gesamtwerk in drei Bände.

### 1. Band
Im ersten Band der Eiflia illustrata fasst Bärsch die ersten drei Teile des Schannat'schen Manuskriptes zusammen und ergänzt sie mit umfangreichen Anmerkungen. Wegen des großen Umfangs verteilte Bärsch das Material auf zwei Druckbände (1. und 2. Abtheilung).
Der erste Druckband des Gesamtwerkes erschien 1824 mit 576 Seiten bei Johann Peter Bachem in Köln. Er enthält die römische und fränkische Geschichte der Eifel und den ersten Teil der Geschichte der Eifel-Dynastien (siehe Schannats Systematik 1. bis 3. Teil), dazu jeweils einen umfangreichen Anmerkungsapparat von Bärschs Hand sowie Nachträge und Berichtigungen sowie weiterhin einen Anhang mit 22 Abbildungen und deren Beschreibung. In der „Vorrede des Herausgebers“ gibt Bärsch Auskunft über die Entstehung des Werkes und fügt Einige Nachrichten von Schannats Leben und Werk hinzu.
- Eiflia illustrata, oder geographische und historische Beschreibung der Eifel. von Johann Friedrich Schannat. Aus dem lateinischen Manuskripte übersetzt und mit Anmerkungen und Zusätzen bereichert, nebst vielen Abbildungen von Althertümern, Sigillen und Wappen, herausgegeben von Georg Bärsch, königl. Preußisch. Geheimen Regierungsrathe ....... Des ersten Bandes erste Abtheilung. Köln am Rhein. Gedruckt und zu haben bei Johann Peter Bachem, 1824.

Der zweite Druckband mit 1122 Seiten erschien ein Jahr später. Er wurde 1825 bei Fr.H. Schlösser in Köln gedruckt und in Kommission bei Jacob Anton Mayer in Aachen und Leipzig verlegt. Er enthält den zweiten Teil der Geschichte der Eifel-Dynastien mit Bärschs Ergänzungen dazu 39 Stammtafeln der Fürstenhäuser und drei Abbildungen mit ausführlichen Beschreibungen.
- Eiflia illustrata, oder geographische und historische Beschreibung der Eifel. von Johann Friedrich Schannat. Aus dem lateinischen Manuskripte übersetzt und mit Anmerkungen und Zusätzen bereichert, nebst vielen Abbildungen von Althertümern, Sigillen und Wappen, herausgegeben von Georg Bärsch, königl. Preußisch. Geheimen Regierungsrathe ....... Des ersten Bandes zweite Abtheilung mit 13 Abbildungen in Steindruck und 39 Stammtafeln. Aachen und Leipzig. In Commission bei J.A. Mayer. Gedruckt bei Fr.H. Schlösser in Köln. 1825.

### 2. Band
Der zweite Band der Eiflia illustrata trägt den Titel Von den ritterlichen Geschlechtern der Eifel. Er enthält die geschichtliche Beschreibung der adeligen Besitztümer in der Eifel, wie sie von Schannat im vierten Teil seiner Schrift überliefert wurde. Bärsch unterzog den Schannat'schen Text einer eingehenden Revision, die er in Anmerkungen anfügte. Wegen des großen Umfanges wurde auch dieser Band in zwei Druckbände aufgeteilt.
Der erstere, der die Adelssitze mit den Anfangsbuchstaben A bis L enthält, erschien 1829 wiederum bei J.A. Mayer in Aachen und Leipzig. Der andere mit den Anfangsbuchstaben mit M bis Z erschien 15 Jahre später bei einem neuen Verleger, dem Verlag der Fr. Lintz'schen Buchhandlung in Trier 1844.
- Eiflia illustrata, oder geographische und historische Beschreibung der Eifel. von Johann Friedrich Schannat. Aus dem lateinischen Manuskripte übersetzt und mit Anmerkungen und Zusätzen bereichert von Georg Bärsch, königl. Preußisch. Geheimen Regierungsrathe .......Des zweiten Bandes erste  Abtheilung. Aachen und Leipzig. Verlag von J.A. Mayer. 1829.

- Eiflia illustrata, oder geographische und historische Beschreibung der Eifel. von Johann Friedrich Schannat. Aus dem lateinischen Manuskripte übersetzt und mit Anmerkungen und Zusätzen bereichert von Georg Bärsch, königl. Preußisch. Geheimen Regierungsrathe ....... Des zweiten Bandes zweite Abtheilung. Trier. Verlag der Fr. Lintz'schen Buchhandlung. 1844.

### 3. Band
Der 3. Band der Eiflia illustrata enthält den fünften Teil des Schanat'schen Manuskriptes, Von den Städten im Eifelgau. Dieser letzte Teil von Schannats Schrift, der nur wenige Seiten umfasst, führt nur sieben Städte des Eifelgaues auf.
So wird der Band fast vollständig von Bärschs Anmerkungen und Zusätze des Herausgeber zum fünften Theile des Schannat'schen Manuscripts. Von den Städten des Eifelgaues. gefüllt, die sich in zwei Kapiteln von je über 500 Seiten unter dem Titel Die Städte und Ortschaften der Eifel und deren Umgebung, topographisch und historisch beschrieben von Georg Bärsch. anschließen. Die beiden Teile erschienen 1852 in einem Druckband bei Jakob Anton Mayer in Aachen und Leipzig.
- Eiflia illustrata, oder geographische und historische Beschreibung der Eifel. von Johann Friedrich Schannat. Aus dem lateinischen Manuskripte übersetzt und mit Anmerkungen und Zusätzen bereichert von Georg Bärsch, königl. Preußisch. Geheimen Regierungsrathe .......  Des dritter Bandes erste Abtheilung. Erster (bzw. zweiter) Abschnitt. Jakob Anton Mayer, Aachen und Leipzig 1852.

### Eiflia sacra
Als weitere Abteilung des dritten Bandes hatte Bärsch eine Eiflia sacra geplant, eine Beschreibung der Klöster und anderen geistlichen Stiftungen in der Eifel. Zu diesem Thema lag ihm, wie er selbst bekundet, umfangreiches Quellenmaterial sowohl aus Schannats Überlieferung als auch von zeitgenössischen Forschern vor.
Einen Teil dieses Materials veröffentlichte er 1855 als Nachrichten über Klöster des Prämonstratenser-Ordens, besonders im Rheinlande und Westphalen. in den Annalen des historischen Vereins für den Niederrhein. Auf der Grundlage dieses Aufsatzes veröffentlichte Bärsch 1857 in Schleiden die Monographie Das Prämonstratenser Mönchskloster Steinfeld in der Eifel. und legte damit eine bis heute beachtete Geschichte der Prämonstratenser Abtei Steinfeld vor.
Die angekündigte, breiter angelegte Eiflia sacra konnte Bärsch nicht mehr vor seinem Tode 1866 fertigstellen.
Der Bonner Landgerichtspräsident Carl Schorn übernahm nach seiner Pensionierung diese Arbeit. Er stellte jedoch fest, dass Teile des vorhandenen Materials nicht mehr den wissenschaftlichen Anforderungen der Zeit entsprachen und besorgte neue Quellen, aufgrund derer er 1888/89 zwei Bände einer Eiflia sacra herausgeben konnte. Sie enthielt neben allgemeinen Aussagen zum Klosterleben und seiner Organisation eine Geschichte der in der Eifel ansässigen Orden und als Hauptteil die Specialgeschichte der einzelnen Klöster und Stifter der Eifel.
- Eiflia sacra oder Geschichte der Klöster und geistlichen Stiftungen der Eifel zugleich Fortsetzung resp. Schluß der Eiflia illustrata von Schannat-Bärsch. Bearbeitet von Carl Schorn. 2. Bände, Hanstein, Bonn 1888/89.

## Ausgaben
- Bezüglich der Erstausgaben siehe Abschnitt Die Bearbeitung von Georg Bärsch und die dort angeführten Daten der einzelnen Bände.

- Johann Friedrich Schannat/Georg Bärsch: Eiflia illustrata oder Geographische und historische Beschreibung der Eifel . 8 Bände, Otto Zeller, Osnabrück 1966

(Eiflia illustrata Band 1 - 6; Eiflia sacra Band 7 und 8).
- Band 1.1 (Digitalisat).
- Band 1.2 (Digitalisat).
- Band 2.1 (Digitalisat).
- Band 2.2 (Digitalisat).
- Band 3.1 (Digitalisat).
- Band 3.2 (Digitalisat).
- Eiflia sacra  Band 1 und 2 als Digitalisat der Universität Köln